# Хатчинсон, Джон (футболист)
Джон Хатчинсон (англ. John Hutchinson; род. 29 декабря 1979, Моруэлл) — австралийский и мальтийский футболист, выступавший за сборную Мальты. Ныне главный тренер футбольного клуба «Джубило Ивата».

## Биография

### Клубная карьера
Родился 29 декабря 1979 года в австралийском городе Моруэлл (штат Виктория) и является воспитанником местного клуба «Моруэлл Пегасус». На профессиональном уровне дебютировал в составе «Гипсленд Фэлконс», за который выступал с 1996 по 2001 год в Национальной футбольной лиге Австралии. После расформирования клуба в 2001 году подписал контракт с «Нортерн Спирит», где провёл ещё три сезона. В 2004 году перешёл в клуб из региональной лиги Нового Южного Уэльса «Мэнли Юнайтед», где провёл один сезон. В 2005 году, после образования Эй-лиги, подписал контракт с «Сентрал Кост Маринерс». В составе «Маринерс» Хатчинсон провёл около 10 лет и завершил карьеру в 2015 году.

### Карьера в сборной
Хатчинсон имеет мальтийские корни по линии одной из своих бабушек. В 2009 году он впервые был вызван в сборную Мальты, на матчи со сборными Чехии и Швеции. Дебютировал за сборную 5 июня, отыграв весь матч против Чехии. Всего сыграл за сборную 11 матчей.

### Тренерская карьера
Тренерскую карьеру начал в 2015 году, войдя в тренерский штаб «Сентрал Кост Маринерс». В 2017 году стал ассистентом Эзры Хендриксона в «Сиэтл Саундерс 2». В январе 2018 года возглавил клуб после ухода Хендриксона с поста главного тренера. 24 января 2019 года был назначен ассистентом главного тренера новообразованного клуба Эй-лиги из западного Мельбурна, позже получившего название «Уэстерн Юнайтед».

## Достижения

### Командные
«Сентрал Кост Маринерс»
- Чемпион Австралии (1): 2012/13

### Личные
Лидер клуба «Сентрал Кост Маринерс» по количеству сыгранных матчей (271).